# Дискографія альбомів Емінема
Американський репер Емінем випустив десять студійних альбомів, вісім збірок, п'ять відеоальбомів і один мініальбом. Його музика виходила на лейблах Web Entertainment та Interscope Records, разом з дочірніми компаніями Aftermath Entertainment, Goliath Artists і його власній Shady Records. Емінем є найбільш продаваним хіп-хоп виконавцем усіх часів і найбільш продаваним артистом 2000-х у США продажі його альбомів сягнули понад 32,2 млн протягом десятиліття. Продажі його альбомів і синглів по всьому світі досягнули 220 мільйонів. У себе на батьківщині він отримав 49 платинових сертифікатів за альбоми і шість альбомів номер один.[A]
Дебютний альбом Емінема, Infinite, вийшов 1996 року на Web Entertainment. Продажі становили приблизно тисячу примірників і альбом не потрапив до національних чартів. Після підписання контракту з Interscope Records і Aftermath Entertainment репер випустив The Slim Shady LP в 1999 році, який досягнув другого місця в Білборд 200 і отримав чотири платинових сертифікати від Американської асоціації компаній звукозапису. Того ж року він разом з менеджером Полом Розенбергом заснував лейбл Shady Records.
Наступного року Емінем випустив свій третій студійний альбом The Marshall Mathers LP, продажі якого сягнули 1,76 мільйона копій в перший тиждень після надходження, цим встановивши рекорд як найбільш швидко продаваний хіп-хоп альбом усіх часів і найбільш швидко продаваний сольний альбом у США. З понад десятьма мільйонами проданих копій, альбом став третім найбільш продаваним альбом року в США.
2002 року четвертий альбом Емінема, The Eminem Show, дебютував під номером один в чарті Billboard 200 і досяг першого рядка в різних хіт-парадах на міжнародному рівні, оскільки продажі сягнули понад дев'ятнадцять мільйонів копій по всьому світі. У США The Eminem Show став найбільш продаваним альбомом року, з обсягом продажів майже в десять мільйонів примірників. Альбом отримав діамантовий сертифікат у США, Канаді та Австралії.
Того ж року Емінем випустив саундтрек 8 Mile, який містив зокрема і пісні інших виконавців. Альбом досяг номера один у США, де продажі сягнули понад чотири мільйони з дев'яти мільйонів примірників по всьому світі.
2004 року п'ятий студійний альбом Емінема Encore став його третім студійним альбомом підряд, який досягнув першого номера в США, Австралії, Канаді, Новій Зеландії та Сполученому Королівстві. Продажі, однак, були значно меншими, ніж двох попередніх студійних альбомів, з понад п'ятьма мільйонами проданих копій у США та одинадцятьма мільйонами по всьому світі. 2005 року Емінем випустив альбом Greatest Hits під назвою Curtain Call: The Hits, продажі якого сягнули майже три мільйони копій у США. Наступного року Shady Records випустив Eminem Presents: The Re-Up, збірку у виконанні Емінема разом різними артистами лейблу. 2007 року альбом отримав платиновий сертифікат від Американської асоціації звукозаписних компаній і розійшовся трохи більш як мільйоном копій у США.
Після перерви більше чотирьох років, Relapse, шостий студійний альбом Емінема, вийшов 2009 року і став четвертим підряд студійним альбомом репера, який зійшов на вершину чартів у США, Австралії, Канаді, Новій Зеландії та Сполученому Королівстві, з продажами на батьківщині понад два мільйони копій. Наступного року Емінем випустив свій сьомий студійний альбом Recovery, який дебютував під номером один в чарті Billboard 200 і досяг першого рядка в різних хіт-парадах на міжнародному рівні. 
За даними Міжнародної федерації Фонографічної промисловості, він був найбільш продаваним альбомом 2010 року у всьому світі.
Емінема визнано найбільш продаваним артистом в Канаді у 2010 і 2013 роках , коли він випустив свій восьмий студійний альбом The Marshall Mathers LP 2. Після цього був Revival у 2017 році. Як The Marshall Mathers LP2 так і Revival посіли перші місця в Білборд 200 на першому тижні, тим самим зробивши Емінема першим артистом, який вісім разів підряд зійшов на вершину чарту. 31 серпня 2018 року Емінем випустив свій десятий студійний альбом Kamikaze.

## Студійні альбоми
| Назва                                                                          | Подробиці | Найвищі місця в чартах | Найвищі місця в чартах | Найвищі місця в чартах | Найвищі місця в чартах | Найвищі місця в чартах | Найвищі місця в чартах | Найвищі місця в чартах | Найвищі місця в чартах | Найвищі місця в чартах | Найвищі місця в чартах | Продажі                                                            | Сертифікація |
| Назва                                                                          | Подробиці | США                    | АВС                    | BEL                    | КАН                    | ФРА                    | НІМ                    | ЯПО                    | НОЗ                    | ШВА                    | ВЕЛ                    | Продажі                                                            | Сертифікація |
| ------------------------------------------------------------------------------ | --- | ---------------------- | ---------------------- | ---------------------- | ---------------------- | ---------------------- | ---------------------- | ---------------------- | ---------------------- | ---------------------- | ---------------------- | ------------------------------------------------------------------ | --- |
| Infinite                                                                       | - Вихід: 12 листопада 1996 - Лейбл: Web - Формат: LP, касета                                                             | —                      | —                      | —                      | —                      | —                      | —                      | —                      | —                      | —                      | —                      | - США: 1,000                                                       | |
| The Slim Shady LP                                                              | - Вихід: 23 лютого 1999 - Лейбл: Aftermath, Interscope, Web - Формат: CD, LP, касета, цифрове завантаження               | 2                      | 49                     | 7[B]                   | 9                      | 52                     | 51                     | 39                     | 23                     | 25[B]                  | 10                     | - : 5,433,000 - ВЕЛ: 976,141                                       | - RIAA: 4× Платиновий - ARIA: Платиновий - BPI: 3× Платиновий - IFPI: Платиновий - IFPI SWI: Золотий - MC: 2× Платиновий - RMNZ: Платиновий                                                                                         |
| The Marshall Mathers LP                                                        | - Вихід: 23 травня 2000 - Лейбл: Shady, Aftermath, Interscope, Goliath - Формат: CD, LP, касета, цифрове завантаження    | 1                      | 1                      | 1                      | 1                      | 2                      | 3                      | 52                     | 1                      | 2                      | 1                      | - : 11,000,000 - ФРА: 614,700 - : 2,450,000                        | - RIAA: Діамантовий (10× Платиновий) - ARIA: 4× Платиновий - BPI: 8× Платиновий - BVMI: 2× Платиновий - IFPI: 6× Платиновий - IFPI SWI: 4× Платиновий - MC: 8× Платиновий - RMNZ: 5× Платиновий - SNEP: 2× Платиновий               |
| The Eminem Show                                                                | - Вихід: 26 травня 2002 - Лейбл: Shady, Aftermath, Interscope, Goliath - Формат: CD, LP, касета, цифрове завантаження    | 1                      | 1                      | 1                      | 1                      | 2                      | 1                      | 3                      | 1                      | 1                      | 1                      | - : 10,600,000 - : 900,400 - : 1,600,000                           | - RIAA: Діамантовий (10× Платиновий) - ARIA: Діамантовий - BEA: Платиновий - BPI: 7× Платиновий - BVMI: 2× Платиновий - IFPI: 5× Платиновий - IFPI SWI: 3× Платиновий - MC: Діамантовий - RMNZ: 9× Платиновий - SNEP: 2× Платиновий |
| Encore                                                                         | - Вихід: 12 листопада 2004 - Лейбл: Shady, Aftermath, Interscope, Goliath - Формат: CD, LP, касета, цифрове завантаження | 1                      | 1                      | 2                      | 1                      | 1                      | 1                      | 3                      | 1                      | 1                      | 1                      | - WW: 11,000,000 - : 5,343,000 - : 300,100 - : 1,185,985           | - RIAA: 4× Платиновий - ARIA: 6× Платиновий - BEA: Золотий - BPI: 4× Платиновий - BVMI: Платиновий - IFPI: 2× Платиновий - IFPI SWI: Платиновий - RIAJ: Платиновий - RMNZ: 5× Платиновий - SNEP: 2× Золотий                         |
| Relapse                                                                        | - Вихід: 15 травня 2009 - Лейбл: Shady, Aftermath, Interscope, Goliath - Формат: CD, LP, цифрове занатаження             | 1                      | 1                      | 1                      | 1                      | 1                      | 2                      | 1                      | 1                      | 2                      | 1                      | - : 2,363,000 - : 69,450 - : 512,911                               | - RIAA: 2× Платиновий - ARIA: Платиновий - BEA: Золотий - BPI: Платиновий - BVMI: Золотий - IFPI SWI: Платиновий - RIAJ: Золотий - RMNZ: Платиновий - SNEP: Золотий                                                                 |
| Recovery                                                                       | - Вихід: 18 червня 2010 - Лейбл: Shady, Aftermath, Interscope, Goliath - Формат: CD, LP, цифрове занатаження             | 1                      | 1                      | 1                      | 1                      | 1                      | 2                      | 6                      | 1                      | 1                      | 1                      | - WW: 10,000,000 - : 4,509,000 - : 435,000 - : 110,000 - : 900,000 | - RIAA: 3× Платиновий - ARIA: 4× Платиновий - BEA: Золотий - BPI: 3× Платиновий - BVMI: Платиновий - IFPI: Платиновий - IFPI SWI: Платиновий - MC: Платиновий - RIAJ: Золотий - RMNZ: Платиновий - SNEP: Платиновий                 |
| The Marshall Mathers LP 2                                                      | - Вихід: 5 листопада 2013 - Лейбл: Shady, Aftermath, Interscope, Goliath - Формат: CD, LP, цифрове занатаження           | 1                      | 1                      | 1                      | 1                      | 2                      | 1                      | 10                     | 1                      | 1                      | 1                      | - WW: 3,800,000 - : 2,244,000 - : 365,000 - : 160,000 - : 600,000  | - RIAA: 4× Платиновий - ARIA: 2× Платиновий - BEA: Золотий - BPI: 2× Платиновий - BVMI: Платиновий - IFPI SWI: Платиновий - MC: 4× Платиновий - RMNZ: Платиновий - SNEP: Платиновий                                                 |
| Revival                                                                        | - Вихід: грудня 15, 2017 - Лейбл: Shady, Aftermath, Interscope, Goliath - Формат: CD, LP, цифрове занатаження            | 1                      | 1                      | 6                      | 1                      | 13                     | 2                      | 17                     | 3                      | 1                      | 1                      | - WW: 1,100,000 - : 197,000 - : 233,000                            | - BPI: Платиновий - BVMI: Золотий - MC: Платиновий - RMNZ: Золотий - SNEP: Золотий |
| Kamikaze                                                                       | - Вихід: 31 серпня 2018 - Лейбл: Shady, Aftermath, Interscope, Goliath - Формат: CD, LP, цифрове занатаження             | —                      | 1                      | 1                      | —                      | —                      | 4                      | —                      | 1                      | —                      | 1                      |                                                                    | |
| "—" позначає запис, який не потрапив до чарту або не виходив на тій території. | |                        |                        |                        |                        |                        |                        |                        |                        |                        |                        |                                                                    | |

## Збірки
| Назва                                                                          | Подробиці | Найвищі місця в чартах | Найвищі місця в чартах | Найвищі місця в чартах | Найвищі місця в чартах | Найвищі місця в чартах | Найвищі місця в чартах | Найвищі місця в чартах | Найвищі місця в чартах | Найвищі місця в чартах | Найвищі місця в чартах | Продажі                                 | Сертифікації |
| Назва                                                                          | Подробиці | США                    | АВС                    | BEL (FL)               | КАН                    | ФРА                    | НІМ                    | ЯПО                    | НОЗ                    | ШВА                    | ВЕЛ                    | Продажі                                 | Сертифікації |
| ------------------------------------------------------------------------------ | --- | ---------------------- | ---------------------- | ---------------------- | ---------------------- | ---------------------- | ---------------------- | ---------------------- | ---------------------- | ---------------------- | ---------------------- | --------------------------------------- | --- |
| 8 Mile                                                                         | - Саундтрек різних артистів - Вихід: 29 жовтня 2002 - Лейбл: Interscope, Shady, UMG soundtracks (493508) - Формат: CD, CS, DD, LP            | 1                      | 1                      | 6                      | 1                      | 6                      | 1                      | —                      | 1                      | 3                      | 1[C]                   | - : 4,900,000 - : 682,224               | - RIAA: 4× Платиновий - ARIA: 4× Платиновий - BPI: 2× Платиновий - IFPI SWI: Платиновий - MC: 5× Платиновий - RMNZ: 4× Платиновий - SNEP: Золотий                         |
| Curtain Call: The Hits                                                         | - альбом Greatest Hits - Вихід: грудня 6, 2005 - Лейбл: Aftermath, Interscope, Shady (5881) - Формат: CD, CS, DD, LP                         | 1                      | 1                      | 10                     | 1                      | 141                    | 7                      | 3                      | 1                      | 5                      | 1                      | - : 3,778,000 - : 169,100 - : 1,800,000 | - RIAA: 7× Платиновий - ARIA: 6× Платиновий - BPI: 7× Платиновий - IFPI: 2× Платиновий - IFPI SWI: Золотий - RIAJ: 2× Платиновий - RMNZ: 5× Платиновий - SNEP: 2× Золотий |
| Eminem Presents: The Re-Up                                                     | - Альбом різних артистів - Вихід: грудня 4, 2006 - Лейбл: Interscope, Shady (8502) - Формат: CD, DD, LP                                      | 2                      | 17                     | 44                     | 2                      | 41                     | 15                     | —                      | 1                      | 9                      | 3[C]                   | - : 1,051,000                           | - RIAA: Платиновий - ARIA: Золотий - IFPI SWI: Золотий - RMNZ: 2× Платиновий                                                                                              |
| Shady XV                                                                       | - Альбом з двох дисків (один диск greatest hits) - Вихід: 24 листопада 2014 - Лейбл: Shady, Interscope - Формат: CD, LP, цифрове занатаження | 3                      | —                      | 26                     | 1                      | 32                     | 8                      | —                      | —                      | 7                      | 5[C]                   | - : 290,000                             | - RIAA: Золотий |
| Southpaw: Music from and Inspired by the Motion Picture                        | - Вихід: 24 липня 2015 - Лейбл: Shady, Interscope - Формат: CD, LP, цифрове занатаження                                                      | 5                      | 13                     | 146                    | 2                      | 108                    | 61                     | —                      | 20                     | 43                     | —                      |                                         | |
| "—" позначає запис, який не потрапив до чарту або не виходив на тій території. | |                        |                        |                        |                        |                        |                        |                        |                        |                        |                        |                                         | |

## Лонгплеї
| Назва             | Подробиці                                            |
| ----------------- | ---------------------------------------------------- |
| The Slim Shady EP | - Вихід: 6 грудня 1997 - Лейбл: Web - Формат: CD, CS |

## Бокс-сети
| Назва         | Подробиці |
| ------------- | --- |
| The Singles   | - Вихід: 16 березня 2004 - Лейбл: Shady/Aftermath - Формат: CD                                                                               |
| The Vinyl LPs | - Вихід: 23 березня 2015 (Europe) - 24 березня 2015 (United States) - Лейбл: Aftermath (United States) Universal Music (Europe) - Формат: LP |

## Нотатки
- A ↑  49 платинових сертифікатів Американської асоціації компаній звукозапису включають 44 платинові сертифікації за сольні альбоми[37] і п'ять за альбоми з різними іншими артистами.[101][111][118][119]
- B ↑  Позиції в чартах позначають пізніший випуск The Slim Shady LP (спеціальний випуск). Оригінальний вихід альбому посів 46-те місце в бельгійському Ultratop і 77-ме місце в Schweizer Hitparade.[25][31]
- C ↑  Позиції в чартах позначають місця в UK Compilation Albums Chart, оскільки саундртеки і збірки різних артистів не можуть потрапляти в UK Albums Chart.[120][121]